# Sea Fencibles
Les Sea Fencibles est une milice navale établie pour fournir une ligne de défense destinée à protéger le Royaume-Uni de l'invasion par la France pendant les guerres de la Révolution et de l'Empire. La défense du Royaume-Uni repose alors sur deux lignes : le blocus des ports de France est la première, en amont, et les Sea Fencibles et tours Martello la seconde ligne de défense. Les Sea Fencibles sont instaurées en 1798 et servent jusqu'à leur démantèlement en 1810, avec une interruption après la signature du Traité d'Amiens. Par la suite, d'autres pays, y compris les États-Unis, ont repris cette idée.

## Sources et bibliographie
- Gavin Daly, English Smugglers, the Channel, and the Napoleonic Wars, 1800-1814, Journal of British Studies 46 (1), 2007, p. 30–46.
- P.M. Kerrigan, Gunboats and sea fencibles in Ireland, 1804, The Irish Sword Vol: 14 (2), 1980, pp:188-191.
- Henry S. Richardson, Greenwich: its history, antiquities, improvements, and public buildings, Simpkin & Marshall, 1834